# Foios (kommun)
Foios är en kommun i Spanien.   Den ligger i provinsen Província de València och regionen Valencia, i den östra delen av landet, 300 km öster om huvudstaden Madrid. Antalet invånare är 7 034. Arean är 6,5 kvadratkilometer. Foios gränsar till Valencia, Albalat dels Sorells, Alfara del Patriarca, Meliana, Moncada och Vinalesa. 
Terrängen i Foios är mycket platt.